# Leuronota corniculata
Leuronota corniculata är en insektsart som beskrevs av Mathur 1975. Leuronota corniculata ingår i släktet Leuronota och familjen spetsbladloppor. Inga underarter finns listade i Catalogue of Life.